# Cyrtolabulus rhodensiensis
Cyrtolabulus rhodensiensis är en stekelart som först beskrevs av Giordani Soika 1944.  Cyrtolabulus rhodensiensis ingår i släktet Cyrtolabulus och familjen Eumenidae. Inga underarter finns listade i Catalogue of Life.